# Graciela Bianchi
Graciela Bianchi   (Uruguai, 14 de novembre de 1953) és una advocada, escriptora, professora d'història i política uruguaiana.
Va estudiar magisteri d'història a l'Institut de Professors Artigas. Es va jubilar després de 35 anys en la docència. Va ser en educació secundària directora per 18 anys del Liceu Bauzá, secretària de Germán Araújo al Senat i secretària del Consell Directiu Central (CODICEN). Va treballar a l'equip del programa «Esta boca es mía» del Canal 12 de l'Uruguai fins al 2014.
En 2013 es suma a Partit Nacional, donant suport a la candidatura presidencial de Luis Lacalle Pou, treballant amb la llista 404.
Va ser elegida senadora i diputada per Montevideo en les eleccions presidencials de l'Uruguai de 2014. No obstant això, el gener de 2015, va anunciar que no assumiria el seu escó al senat, optant per a assumir-lo com a diputada.
En les eleccions d'octubre de 2019 va ser novament elegida senadora per la llista 404 de Luis Lacalle, preparada per assumir l'escó el primer de març de l'any 2020.
Va contreure matrimoni i és mare de dos fills, el major escriptor i el menor arquitecte.